# تيري سلاتر
تيري سلاتر هو لاعب هوكي الجليد كندي، ولد في 5 ديسمبر 1937 في كيركلاند ليك في كندا، وتوفي في 6 ديسمبر 1991 في سيراكيوز في الولايات المتحدة.

## وصلات خارجية
- تيري سلاتر على موقع EliteProspects.com (الإنجليزية)
- تيري سلاتر على موقع HockeyDB.com (الإنجليزية)